# دیتون (آلاباما)
دیتون (به انگلیسی: Dayton) شهری در شهرستان مارنگو ایالت آلاباما است که مساحت آن ۲٫۵۸ کیلومتر مربع است و در سرشماری سال ۲۰۱۰ میلادی، ۵۲ نفر جمعیت داشته و تراکم جمعیتی آن، ۲۰٫۱۶ نفر در هر کیلومتر مربع بوده است.